# Alexandromys
Alexandromys (Ognev, 1914) è un genere di roditori della famiglia dei Cricetidi.

## Descrizione

### Dimensioni
Al genere Alexandromys appartengono roditori di piccole dimensioni, con lunghezza della testa e del corpo tra 83 e 178 mm, la lunghezza della coda tra 15 e 98 mm e un peso fino a 170 g.

### Caratteristiche craniche e dentarie
Il cranio è tipico della sottofamiglia. Il profilo dorsale è dritto, la scatola cranica è leggermente più lunga che larga, mentre il palato ha una struttura normale. Gli zigomi sono robusti, le bolle timpaniche non sono mai ridotte.  I molari sono privi di radici, gli incisivi sono larghi, robusti e lisci.
Sono caratterizzati dalla seguente formula dentaria:

### Aspetto
Il corpo è compatto, tipico delle arvicole, la testa è grande e il muso è fornito di lunghe vibrisse. Il colore varia dal marrone scuro al giallo chiaro sul dorso, e dal grigio al biancastro nelle parti inferiori. In alcune specie è presente una striscia dorsale scura nella parte anteriore della schiena. Gli occhi sono relativamente grandi. Le orecchie variano notevolmente da molto corte e parzialmente nascoste nella pelliccia a lunghe circa la metà della testa. Il trago è assente mentre l'antitrago è ben sviluppato. Il palmo delle zampe anteriori è privo di peli, le piante dei piedi sono parzialmente pelose e provviste di cinque o sei tubercoli carnosi. Il terzo dito di ogni zampa è il più lungo e il quarto è sempre più lungo del secondo. Gli artigli sono leggermente allungati, mentre il pollice, ridotto nelle dimensioni, è munito solitamente di un piccolo artiglio smussato. La coda è corta. Le femmine hanno da 2 a 4 paia di mammelle.

## Distribuzione
Il genere è diffuso in tutto l'Olartico.

## Tassonomia
Il genere comprende 13 specie.
- Sottogenere Alexandromys
  - Alexandromys alpinus
  - Alexandromys evoronensis
  - Alexandromys fortis
  - Alexandromys limnophilus
  - Alexandromys maximowiczii
  - Alexandromys middendorffii
  - Alexandromys mongolicus
  - Alexandromys mujanensis
  - Alexandromys sachalinensis
  - Alexandromys shantaricus
- Sottogenere Pallasiinus Kretzoi, 1964
  - Alexandromys kikuchii
  - Alexandromys montebelli
  - Alexandromys oeconomus